# Albert Dondeyne
Albert Dondeyne, né le 10 mai 1901 à Lo, en Flandre-Occidentale (Belgique) et mort le 12 février 1985 à Louvain, est un prêtre catholique du diocèse de Bruges. Philosophe, théologien et professeur à l'Université catholique de Louvain. En 1964 il est fait 'Prélat domestique' de sa Sainteté. 

## Études
Albert Dondeyne poursuit ses études secondaires gréco-latines à Poperinge mais, à cause de la Première Guerre mondiale, il a dû quitter la Belgique et se réfugier en France où il a poursuivi ses études à Versailles. En 1919, il entre au séminaire de Bruges, par la suite il ira à l'Institut supérieur de philosophie de Louvain.
En 1921, il présente son mémoire de licence en philosophie sur L'Agnosticisme kantien qui ne sera pas publié. Un an plus tard il présente son doctorat sur le même sujet.
Manifestement doué pour les études il fait la théologie au Grand séminaire de Bruges durant trois années. Après avoir reçu le sacerdoce, en 1926, il  se spécialise en théologie an passant trois années supplémentaires à Louvain où il obtient sa licence en 1928 avec une thèse consacrée à La discipline des scrutins baptismaux dans l'Église latine avant Charlemagne.

## Carrière
En 1928, il entame sa carrière de professeur en enseignant la théologie dogmatique au Grand séminaire de Bruges. En même temps que sa fonction d'enseignant, il est à la direction de Collationes Brugenses et publie également de nombreux articles.
En 1933, il devient professeur à l'Institut supérieur de philosophie, il se charge de donner plusieurs cours qui jusque-là n'existaient qu'en français. Mais la même année où Dondeyne devient enseignant une section néerlandaise sera créée, il a aidé à sa mise en place, notamment en enseignant le cours de métaphysique spéciale où il se chargera de donner ce cours en néerlandais mais également en français.
Sa nomination en tant que professeur à l'Institut supérieur de philosophie est notamment liée à la création en 1932 de la « Hoogstudenverbond voor Katholieke Actie » (HVKA) par Karel Devriendt. La HVKA était une association étudiante de l'action catholique et Albert Dondeyne a largement contribué à sa mise en place.
En 1942, il a été à l'origine de la création de l'Institut supérieur des sciences religieuses de l'université catholique avec son confrère Lucien Cerfaux.
Il est le doyen de la faculté de théologie de 1961 à 1964. L'année suivante, il a été nommé président de l'Institut supérieur de philosophie et peu de temps après, il est devenu « prélat domestique de Sa Sainteté ».
Alors qu'il présidait l'Institut il a rempli de nombreuses autres fonctions dont celles de président de la Revue philosophie de Louvain et de président du répertoire bibliographique de la philosophie.
Il a aussi été nommé membre de la XIXe commission philosophie du Fonds national de la recherche scientifique.
Il est élu membre de la Koninklijke Vlaamse Academie van België en 1966, et en 1970, il obtiendra le statut de membre effectif.
En 1968, il a été choisi pour présider la réunion du Conseil de l'Institut unitaire qui fut la dernière car elle a mené à la séparation de l'université qui se scinde en deux universités distinctes. Albert Dondeyne n'était pas pour la séparation de l'université, loin de là, il a lutté pour garder une université unifiée en vain, il aura donc été le dernier président de l'Institut de philosophie unitaire avant la séparation qui a eu lieu le 4 décembre 1968.
Malgré la scission, il restera le président de la section néerlandophone jusqu'à son éméritat. Il a continué à enseigner jusqu'en 1971 où il obtient son éméritat. Durant toutes ces années en tant qu'en enseignant il a eu l'occasion d'enseigner de nombreux cours, aussi bien en néerlandais qu'en français, comme la métaphysique spéciale, l'anthropologie philosophique, la philosophie théodique et d'autres encore.
Bien qu'il n'enseignait plus il a continué à rester actif dans le milieu universitaire durant les dernières années de sa vie en participant à des journées d'études à des conférences.

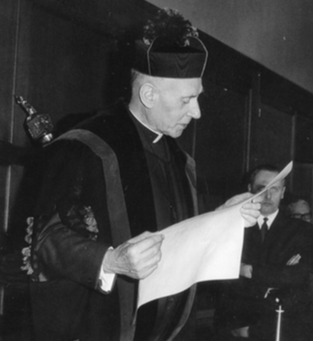
Albert Dondeyne donnant un discours

### Autres activités
En 1951, il a proposé une interprétation ouverte de l'encyclique Humani generis. 
Participant au Concile Vatican II comme 'peritus' il collabore à la rédaction de plusieurs textes conciliaires, en particulier à la révision du schéma XIII, à la demande de André Charue.

## Universitas
Être professeur n'était pas la seule fonction que remplissait Albert Dondeyne, à côté de ce rôle d'enseignant, il avait pour mission d'être le guide spirituel des étudiants catholiques flamands ce qui va le conduire à créer en 1933, la revue universitaire nommée Hoogstudentenverbond voor katholieke actie, plus connue sous le nom de HVKA, qui en 1937 se nommera Universitas,.
Cette revue était publiée mensuellement et Albert Dondeyne en était considéré comme le pilier ; il était à l'écoute et disponible pour ceux qui voulaient discuter avec lui. Il a tenté de mettre en place un cadre intellectuel pour étudiants, pour ce faire il organisait des lectures qu'il dirigeait lui-même. Ces lectures avaient lieu dans le cadre d'Universitas, elles étaient un moyen d'approfondir la vie de foi, réfléchir sur le rapport avec la foi et la science et de propager le nationalisme flamand.
Universitas était donc une communauté de prière et de réflexion mais aussi de travail.
Albert Dondeyne a été influent auprès des jeunes générations d'intellectuels catholiques comme Wilfried Martens, Gaston Geens, Pieter De Somer et Roger Dillemans.

## Ses œuvres
Dans son œuvre philosophique, il préconisait et pratiquait le dialogue. Ses livres La Foi chrétienne et pensée contemporaine (1950) et La foi écoute le monde (1961) témoignent de sa définition de la mission de l'intellectuel qui est d'amener « le témoignage vivant d'une foi sciemment assumée et ouverte à tous les problèmes de notre temps ».
Les thèmes majeurs de sa réflexion qu'il a véhiculé toute sa vie sont la connaissance de Dieu et l'existence humaine. Ses œuvres laissent le sentiment d'une pensée à l'écoute du monde contemporain et particulièrement des générations montantes. Son œuvre théologique prônait une onto-théologie, dans laquelle l'homme est une ouverture au Transcendent, comme une ouverture au monde.
Si on suit son œuvre, la métaphysique ouvre un espace existentiel pour une possible rencontre avec Dieu et a comme exigences absolues la vérité et la justice. Tout au long de ses œuvres, il défendra l'autonomie de la raison et condamnera l'existentialisme.

## Reconnaissance publique
- L'Université catholique de Nimègue l'honore d'un doctorat honoris causa le 13 mai 1974[9].